# Tito Barbini
Tito Barbini (Cortona, 26 settembre 1945) è uno scrittore e politico italiano.

## Biografia
Impegnato giovanissimo nella Federazione Giovanile Comunista Italiana e nel movimento studentesco, fu uno dei protagonisti in Toscana della stagione di lotta del '68.
Eletto sindaco di Cortona per il PCI nel 1970, all’età di 23 anni, ha svolto tale funzione istituzionale fino al 1980. È stato poi presidente della provincia di Arezzo. Segretario della federazione aretina del PCI, dal 1984 è stato anche membro del Comitato Centrale dello stesso fino al XIX Congresso.. Dal 1985 al 1990 è consigliere comunale ad Arezzo.
Eletto consigliere regionale nel maggio 1990, ha ricoperto gli incarichi di assessore alla sanità, all'urbanistica e all'agricoltura nella Giunta Regionale della Toscana per oltre 15 anni. Aderisce nel 1991 al PDS e nel 1998 confluisce nei DS. È stato tra i fondatori aretini del Partito Democratico.
Amico personale di François Mitterrand, fin dagli anni dei loro rispettivi incarichi amministrativi. Nel 2004 ha interrotto la sua esperienza politica, lasciando tutti gli incarichi politici e istituzionali per intraprendere un viaggio lungo 100 giorni, con uno zaino come unico bagaglio, che lo ha portato dalla Patagonia all'Alaska. Al ritorno ha scritto del viaggio nel libro Le nuvole non chiedono permesso. Da allora non ha più smesso di viaggiare e di raccontare luoghi e incontri, con libri che lo propongono come uno dei principali scrittori di letteratura di viaggio in Italia. Malgrado l’abbandono degli incarichi politici e amministrativi, mantiene viva la passione per la politica.
Nel 2016 è uscito il libro "Quell'idea che ci era sembrata così bella - Da Berlinguer a Renzi, il lungo viaggio”, su mezzo secolo di vita politica e istituzionale nel filo di un racconto sul fallimento storico del comunismo.

## Opere
- Le nuvole non chiedono permesso. Dalla Patagonia all'Alaska. Cento giorni a piedi e in corriera, 2006, Polistampa, ISBN 978-88-596-0065-7
- Antartide. Perdersi e ritrovarsi alla fine del mondo, 2008, Polistampa, ISBN 978-88-596-0333-7
- Caduti dal muro, 2009, Vallecchi, ISBN 978-88-8427-138-9 scritto con Paolo Ciampi
- I giorni del riso e della pioggia, 2009, Vallecchi, ISBN 978-88-8427-160-0
- Il cacciatore di ombre. In viaggio con don Patagonia, 2011, Vallecchi, ISBN 978-88-8427-225-6
- Le rughe di Cortona. Ogni viaggio è un ritorno, 2013, Romano Editore, ISBN 978-88-98629-01-5
- Parole in viaggio. Piccola guida di scrittura per viaggiatori veri e immaginari, 2014, Romano Editore, ISBN 978-88-98629-08-4
- L'ultimo pirata della Patagonia. Viaggi veri e immaginari nei mari e nella terra ai confini del mondo, 2015, Mauro Pagliai Editore, ISBN 978-88-564-0310-7
- Quell'idea che ci era sembrata così bella. Da Berlinguer a Renzi, il lungo viaggio, 2016, ASKA Editore, ISBN 978-88-7542-259-2
- I sogni vogliono migrare, 2017, Clichy Edizioni, ISBN 978-88-6799-339-0 scritto con Paolo Ciampi
- Rughe e gente di Cortona 2018, Aska edizioni, con le foto di Roberto Masserelli
- Severino e America, storia d'amore e d'anarchia nella Buenos Aires del primo novecento, 2019 Pagliai Editore Firenze
- Ritorno in Vietnam, 2019. ASKA Edizioni
- L'isola dalle ali di farfalla, 2020, Spartaco Edizioni, scritto con Paolo Ciampi
- Il Fabbricante di Giocattoli, 2021, Arkadia Editore Collana Senza rotta
- L'amico francese, Mitterrand, Berlinguer, Craxi e quella volta che si poteva cambiare la sinistra in Europa. 2021, ISBN 979-12-80268-12-9, Betti Editrice - I libri di Mompracem.

## Premi e riconoscimenti
- "Premio Tagete" per il libro "Le Nuvole Non Chiedono Permesso"
- Finalista "Premio Albatros" per il libro "Antartide"
- Premio "Scrittore dell'anno: Toscana (2009)" con Paolo Ciampi per il libro "Caduti Dal Muro"
- Finalista del premio letterario "Toscana Raccontata" con il libro "Le Rughe di Cortona" Siena 28 novembre 2014
- "Premio Tagete" per il libro "Quell'idea che ci era sembrata così bella. Da Berlinguer a Renzi, il lungo viaggio"